# Archaephippus asper
Archaephippus asper è un pesce osseo estinto, appartenente ai perciformi. Visse nell'Eocene inferiore - medio (circa 49 - 50 milioni di anni fa) e i suoi resti fossili sono stati ritrovati in Italia, nel famoso giacimento di Bolca.

## Descrizione
Questo pesce era molto simile agli attuali generi Ephippus e Platax, della famiglia Ephippidae. Come i generi attuali, anche Archaephippus possedeva un corpo discoidale, appiattito lateralmente e molto alto. Archaephippus poteva raggiungere dimensioni ragguardevoli, e si conoscono esemplari lunghi oltre 40 centimetri. La testa era alta, con occhi grandi e una bocca corta. La pinna dorsale era divisa in una parte anteriore sostenuta da numerose spine alte e forti, e in una parte posteriore ancor più alta e decrescente verso la pinna caudale, sostenuta da raggi sottili e deboli. La pinna anale era molto simile alla parte posteriore della pinna dorsale, ed era pressoché opposta. Le pinne pettorali erano strette e appuntite, mentre le pinne pelviche erano lunghe e appuntite. La pinna caudale era tronca, non divisa in lobi. 

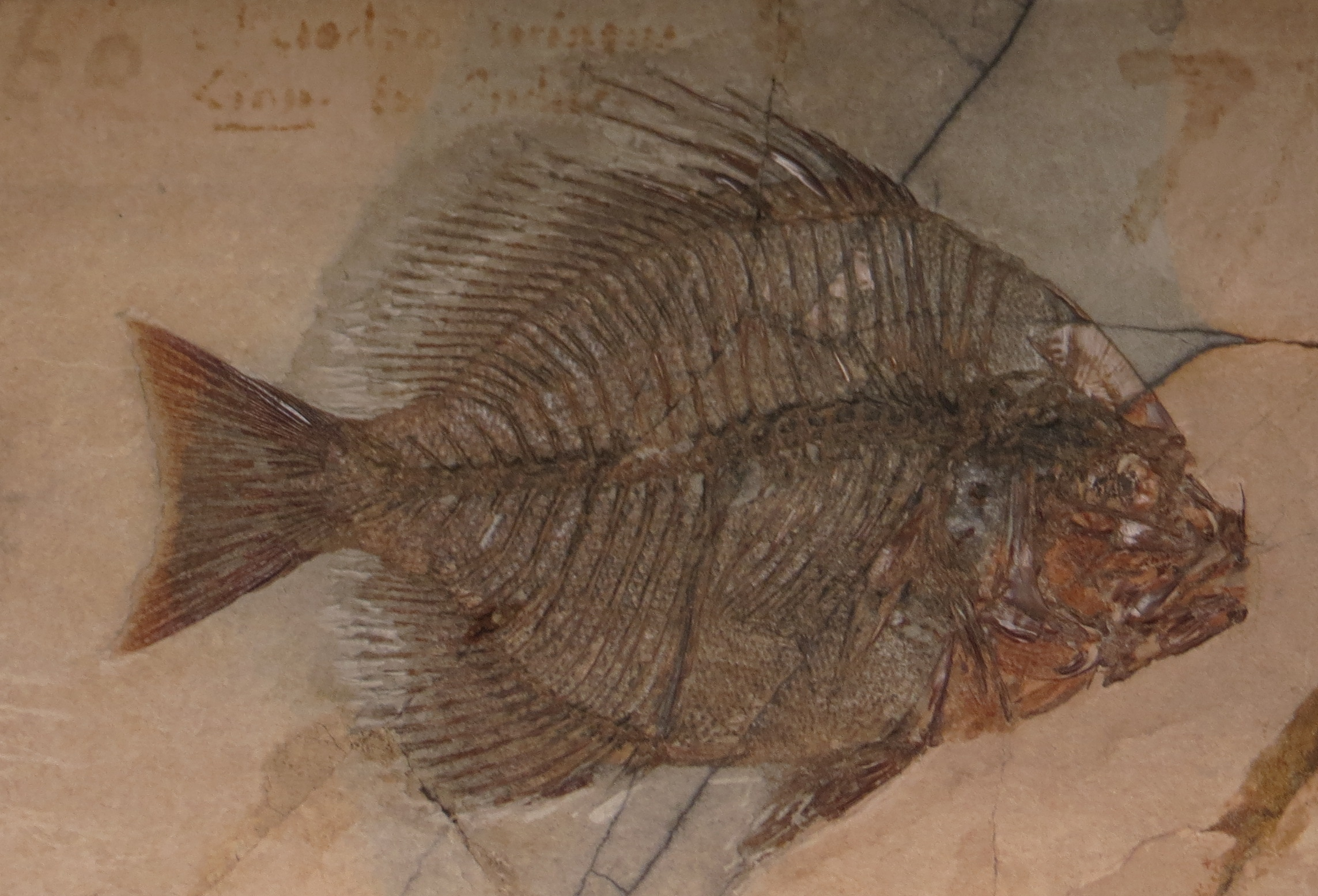
Fossile di Archaephippus asper

## Classificazione
I fossili di questo pesce sono stati ritrovati nella famosa Pesciara di Bolca, in provincia di Verona. Inizialmente vennero descritti da Volta nel 1796, ma solo nel 1969 Blot istituì il genere Archaephippus. Blot accostò questo genere ai rappresentanti attuali della famiglia Ephippidae, un gruppo di pesci perciformi dal corpo discoidale, e in particolare al genere Ephippus.